# نصر طه مصطفى
نصر طه مصطفى سياسي يمني، وزير الإعلام السابق حتى نوفمبر 2014  يعمل في الصحافة منذ 1982م، استقال من منصبه كرئيس لوكالة الأنباء اليمنية سبأ بعد أحداث جمعة الكرامة ابان ثورة الشباب اليمنية.

## مناصب تولاها
| م  | بداية       | نهاية            | عمل                                                                             |
| -- | ----------- | ---------------- | ------------------------------------------------------------------------------- |
| 1  | 1982        | 1984             | أمين عام اتحاد طلاب اليمن.                                                      |
| 2  | 1985        |                  | عضو نقابة الصحفيين اليمنيين                                                     |
| 3  | 1995        | 1996             | مدير عام مؤسسة الثورة للصحافة و رئيس تحرير صحيفة الوحدة                         |
| 4  | 1996        | 2001             | رئيس المركز اليمني للدراسات الإستراتيجية ، رئيس تحرير مجلة نوافذ                |
| 5  | 1999        | 2004             | رئيس لجنة الحريات في نقابة الصحفيين اليمنيين                                    |
| 6  | 1999        |                  | عضو الهيئة الاستشارية للجنة الوطنية العليا لحقوق الإنسان ثم لوزارة حقوق الإنسان |
| 7  | 2001        | 2011             | رئيس مجلس الإدارة ورئيس تحرير وكالة الأنباء اليمنية " سبأ "                     |
| 8  | 2003        | 2005             | رئيس اتحاد وكالات الأنباء العربية (فانا)                                        |
| 9  | يوليو 2006  | مارس 2009        | نقيب الصحفيين اليمنيين                                                          |
| 10 | 2007        | 2011             | عضو الهيئة الاستشارية غير الحكومية لرئيس الجمهورية.                             |
| 11 | 2012        |                  | عضو اللجنة التحضيرية لمؤتمر الحوار الوطني .                                     |
| 12 | 2013        |                  | عضو مؤتمر الحوار الوطني اليمني.                                                 |
| 13 | سبتمبر 2012 | يونيو 2014       | مدير مكتب رئيس الجمهورية هادي                                                   |
| 14 | يونيو 2014  | نوفمبر 2014      | وزير الإعلام                                                                    |
| 15 | ديسمبر 2015 | إلى الوقت الحالي | مستشار رئيس الجمهورية للشؤون الاعلامية والثقافية.                               |
| 16 | يوليو 2016  |                  | عضو وفد الحكومة اليمنية في مشاورات الكويت                                       |

## مؤلفاته
صدر له أربعة كتب:
| # | عام الإصدار | الكتاب                                             | جهة الإصدار                         |
| - | ----------- | -------------------------------------------------- | ----------------------------------- |
| 1 | 1994        | محاولة لفهم الأزمة اليمنية                         |                                     |
| 2 | 1999        | علي عبد الله صالح .. التجربة وآفاق المستقبل        | المركز اليمني للدراسات الإستراتيجية |
| 3 | 2000        | التجمع اليمني للإصلاح.. القضايا والمواقف والتحديات |                                     |
| 4 | 2004        | هموم آخر القرن .. اليمن والتحولات السياسية الكبرى  | دار رياض الريس - بيروت              |